# Lagundo (przystanek kolejowy)
Lagundo (wł. Stazione di Lagundo, niem: Bahnhof Algund) – przystanek kolejowy w  miejscowości Algund (wł. Lagundo), w prowincji Bolzano, w niemieckojęzycznym regionie Trydent-Górna Adyga, we Włoszech. Znajduje się na linii Merano – Mals. 
Jest zarządzany przez Strutture Trasporto Alto Adige (Südtiroler Transportstrukturen).

## Linie kolejowe
- Linia Bolzano – Merano